# Celama pustulata
Celama pustulata är en fjärilsart som beskrevs av Walker 1865. Celama pustulata ingår i släktet Celama och familjen trågspinnare. Inga underarter finns listade i Catalogue of Life.